# Hujum

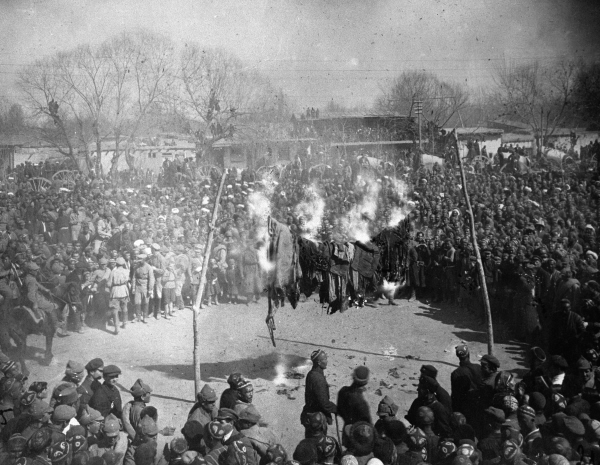
Uma cerimônia de queima do véu em Andijã no Dia Internacional das Mulheres em 1927

Hujum (em russo:  Худжум; em línguas turcomanas, tempestade ou assalto; em árabe: هجوم) foi uma série de políticas e ações tomadas pelo Partido Comunista da União Soviética, iniciado por Josef Stalin, para remover todas as manifestações de desigualdade de gênero, especialmente nos sistemas arcaicos de véu feminino e reclusão praticados na Ásia Central. A era foi muitas vezes simbolizada pela queima do véu facial que as mulheres muçulmanas da maioria das áreas da União Soviética usava, mas a remoção do véu não era o único objetivo da campanha. O partido reformulou sua mensagem de revolução de classe no novo léxico da libertação das mulheres. Abolindo os meios de opressão aparentes na Ásia Central e anunciando a libertação das mulheres, os soviéticos acreditavam que poderiam abrir o caminho para a construção do socialismo. O objetivo da campanha era mudar rapidamente a vida das mulheres nas sociedades muçulmanas para que pudessem participar da vida pública, trabalho remunerado, educação e, por fim, filiação ao Partido Comunista. Foi originalmente concebido para fazer cumprir as leis que permitiam às mulheres patriarcais igualdade das sociedades, criando programas de alfabetização e trazendo as mulheres para a força de trabalho.
O programa foi iniciado no Dia da Mulher, 8 de março de 1927, e foi uma mudança da política bolchevique de liberdade religiosa para os muçulmanos na Ásia Central. Ao contrário do que pretendia, o Hujum era visto por muitos muçulmanos como estrangeiros, nomeadamente russos, tentando impor a sua cultura à população indígena de tajiques, tártaros e usbeques. O véu inadvertidamente tornou-se um marcador de identidade cultural. Vesti-lo tornou-se um ato de dissidência política e religiosa e um sinal de apoio ao nacionalismo étnico. No entanto, com o tempo, a campanha foi um sucesso — as taxas de alfabetização feminina aumentaram, enquanto a poligamia, os crimes de honra, o casamento infantil e o uso do véu diminuíram.